# 인산서원 (경주시)
인산서원(仁山書院)은 대한민국 경상북도 경주시에 위치한 조선 시대의 서원이다. 1688년에 창건되었으며, 송시열(宋時烈)을 제향하고 있다.